# 1991-es MotoGP-világbajnokság
Az 1991-es MotoGP-világbajnokság volt a 43. gyorsaságimotoros-világbajnoki szezon. Az előző évhez hasonlóan idén is három kategóriában, 125, 250 és 500 köbcentiméteres motorokkal versenyezhettek.

## Versenyek
| #  | Verseny              | Helyszín       | 125 cm³ győztes     | 250 cm³ győztes     | 500 cm³ győztes | Összefoglaló |
| -- | -------------------- | -------------- | ------------------- | ------------------- | --------------- | ------------ |
| 1  | japán nagydíj        | Suzuka         | Ueda Noboru         | Luca Cadalora       | Kevin Schwantz  | Összefoglaló |
| 2  | ausztrál nagydíj     | Eastern Creek  | Loris Capirossi     | Luca Cadalora       | Wayne Rainey    | Összefoglaló |
| 3  | amerikai nagydíj     | Laguna Seca    | Nem volt verseny    | Luca Cadalora       | Wayne Rainey    | Összefoglaló |
| 4  | spanyol nagydíj      | Jerez          | Ueda Noboru         | Helmut Bradl        | Mick Doohan     | Összefoglaló |
| 5  | olasz nagydíj        | Misano         | Fausto Gresini      | Luca Cadalora       | Mick Doohan     | Összefoglaló |
| 6  | német nagydíj        | Hockenheimring | Ralf Waldmann       | Helmut Bradl        | Kevin Schwantz  | Összefoglaló |
| 7  | osztrák nagydíj      | Salzburgring   | Fausto Gresini      | Helmut Bradl        | Mick Doohan     | Összefoglaló |
| 8  | európai nagydíj      | Jarama         | Loris Capirossi     | Luca Cadalora       | Wayne Rainey    | Összefoglaló |
| 9  | holland nagydíj      | Assen          | Ralf Waldmann       | Pierfrancesco Chili | Kevin Schwantz  | Összefoglaló |
| 10 | francia nagydíj      | Paul Ricard    | Loris Capirossi     | Loris Reggiani      | Wayne Rainey    | Összefoglaló |
| 11 | brit nagydíj         | Donington      | Loris Capirossi     | Luca Cadalora       | Kevin Schwantz  | Összefoglaló |
| 12 | San Marinó-i nagydíj | Mugello        | Peter Öttl          | Luca Cadalora       | Wayne Rainey    | Összefoglaló |
| 13 | csehszlovák nagydíj  | Brno           | Alessandro Gramigni | Helmut Bradl        | Wayne Rainey    | Összefoglaló |
| 14 | Le Mans-i nagydíj    | Le Mans        | Nem volt verseny    | Helmut Bradl        | Kevin Schwantz  | Összefoglaló |
| 15 | maláj nagydíj        | Shah Alam      | Loris Capirossi     | Luca Cadalora       | John Kocinski   | Összefoglaló |

## Végeredmény

### 500 cm³
| #  | Versenyző            | Rajtszám | Motor               | Pont | Győzelem |
| -- | -------------------- | -------- | ------------------- | ---- | -------- |
| 1  | Wayne Rainey         | 1        | Marlboro-Yamaha     | 233  | 6        |
| 2  | Mick Doohan          | 3        | Rothmans-Honda      | 224  | 3        |
| 3  | Kevin Schwantz       | 34       | Lucky Strike-Suzuki | 204  | 5        |
| 4  | John Kocinski        | 19       | Marlboro-Yamaha     | 161  | 1        |
| 5  | Wayne Gardner        | 5        | Rothmans-Honda      | 161  | 0        |
| 6  | Eddie Lawson         | 7        | Cagiva              | 126  | 0        |
| 7  | Juan Garriga         | 6        | Ducados-Yamaha      | 121  | 0        |
| 8  | Didier de Radiguès   | 27       | Lucky Strike-Suzuki | 105  | 0        |
| 9  | Doug Chandler        | 21       | Yamaha              | 85   | 0        |
| 10 | Jean-Philippe Ruggia | 8        | Gauloises-Yamaha    | 78   | 0        |

### 250 cm³
| #  | Versenyző           | Rajtszám | Motor   | Pont | Győzelem |
| -- | ------------------- | -------- | ------- | ---- | -------- |
| 1  | Luca Cadalora       | 3        | Honda   | 237  | 8        |
| 2  | Helmut Bradl        | 4        | Honda   | 220  | 5        |
| 3  | Carlos Cardús       | 2        | Honda   | 205  | 0        |
| 4  | Wilco Zeelenberg    |          | Honda   | 158  | 0        |
| 5  | Simizu Maszahiro    | 7        | Honda   | 142  | 0        |
| 6  | Loris Reggiani      |          | Aprilia | 128  | 1        |
| 7  | Pierfrancesco Chili |          | Aprilia | 107  | 1        |
| 8  | Jochen Schmid       | 8        | Honda   | 96   | 0        |
| 9  | Martin Wimmer       | 6        | Suzuki  | 89   | 0        |
| 10 | Paolo Casoli        |          | Yamaha  | 65   | 0        |

### 125 cm³
| #  | Versenyző           | Rajtszám | Motor   | Pont | Győzelem |
| -- | ------------------- | -------- | ------- | ---- | -------- |
| 1  | Loris Capirossi     | 1        | Honda   | 200  | 5        |
| 2  | Fausto Gresini      | 8        | Honda   | 181  | 2        |
| 3  | Ralf Waldmann       | 23       | Honda   | 141  | 2        |
| 4  | Gabriele Debbia     | 12       | Aprilia | 111  | 0        |
| 5  | Ueda Noboru         |          | Honda   | 105  | 2        |
| 6  | Jorge Martínez      | 6        | Cobas   | 99   | 0        |
| 7  | Alessandro Gramigni | 9        | Aprilia | 90   | 1        |
| 8  | Dirk Raudies        | 5        | Honda   | 81   | 0        |
| 9  | Peter Öttl          |          | Rotax   | 67   | 1        |
| 10 | Vakai Nobojuki      |          | Honda   | 60   | 0        |